# Eliason Glacier
Eliason Glacier är en glaciär i Antarktis. Den ligger i Västantarktis. Argentina, Chile och Storbritannien gör anspråk på området. Eliason Glacier ligger 651 meter över havet.
Terrängen runt Eliason Glacier är kuperad söderut, men norrut är den bergig. Terrängen runt Eliason Glacier sluttar söderut. Trakten är obefolkad. Det finns inga samhällen i närheten.